# Sardinella rouxi
Sardinella rouxi és una espècie de peix de la família dels clupeids i de l'ordre dels clupeïformes.

## Morfologia
- Els mascles poden assolir 16 cm de llargària total.[2][3]

## Hàbitat
És un peix marí i pelàgic que es troba a àrees de clima tropical (18°N-10°S, 20°W-14°E) fins als 50 m de fondària.

## Distribució geogràfica
Es troba a Àfrica: des del Senegal fins al riu Congo i, potser també, Angola.

## Vàlua comercial
Es comercialitza fresc o adobat amb sal.